# Herb Bierunia
Herb Bierunia – jeden z symboli miasta Bieruń w postaci herbu.

## Wygląd i symbolika
Herb przedstawia w błękitnym polu herbowym czarnego jelenia w skoku, skierowanego w (heraldycznie) lewą stronę, na złotej murawie, przypominającej dwa pagórki. W pobliżu tylnych kopyt zwierzęcia wyrasta mała złota kępa trawy. Na złotych rogach jelenia spoczywa biały ptak – łabędź albo czapla, także skierowany w lewo, z podniesionymi skrzydłami, wygiętą szyją i dziobem skierowanym w dół.
Herb należy do grupy herbów topograficznych, czyli takich, w których motyw herbowy nawiązuje do położenia miasta i cech jego okolicy.

## Historia
Motyw herbowy wywodzi się z dawnych pieczęci miejskich. Najstarsza z nich odciśnięta jest na dokumencie z 1587 r., jednakże kształt liter użytych w opisie pieczęci (minuskuła gotycka) świadczy o tym, że pieczęć jest co najmniej o 100 lat starsza. Motyw herbowy był identyczny jak w obecnym herbie: biegnący jeleń z siedzącym na jego rogach ptakiem z uniesionymi skrzydłami. Ten sam motyw znajduje się na pieczęciach XIX-wiecznych. W pieczęci z 1842 r. natomiast zagubione zostały proporcje – ptak był na niej niemal dwukrotnie większy od jelenia.
Po przyłączeniu Bierunia do Polski, miasto postarało się o zatwierdzenie herbu. Stało się to 3 października 1936 r., gdy opublikowano w Monitorze Polskim nr 244 pod poz. 435 stosowne rozporządzenie Ministra Spraw Wewnętrznych. Opis herbu brzmiał: Herbem Bierunia jest w polu srebrnym jeleń czerwony w skoku, na murawie zielonej, zwrócony w lewo, na rogach jelenia stoi pelikan także w lewo zwrócony.
Herb w takim kształcie używany był do 1975 r., gdy w wyniku reformy administracyjnej Bieruń włączono do Tychów.
Po odzyskaniu przez miasto samodzielności w 1991 r. przyjęto nowy wzór herbu, zmieniając jego barwy. Pole herbowe zmieniło kolor ze srebrnego na granatowy, natomiast murawa na żółty. Prawdopodobnie jest to nawiązanie do barw Górnego Śląska, jednakże zmiana ta spowodowała, iż herb nie jest poprawny heraldycznie.
Nie jest jasne, jaki ptak spoczywa na rogach jelenia. Rozporządzenie z 1936 r. nazywa go pelikanem, z wyglądu jednak przypomina raczej łabędzia.

wersja używana do 1991 roku
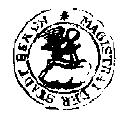
Pieczęć miejska z XIX w.
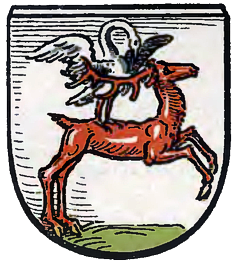
dawny herb Bierunia